# Vogach
Vogach ist ein Gemeindeteil von Mittelstetten im oberbayerischen Landkreis Fürstenfeldbruck. Das Kirchdorf liegt circa zwei Kilometer nordöstlich von Mittelstetten.

## Geschichte
Herzog Welf VI. gab 1147 zu seiner Gründung des Klosters Steingaden u. a. auch Höfe in Vogach und Tegernbach. 
Die Perwanger verkauften 1596 die Hofmark Vogach im Landgericht Dachau an Thomas Mörmann, Rat und Leibarzt des Herzogs Wilhelm V., der sie noch im gleichen Jahr an das Jesuitenkolleg in Landsberg am Lech veräußerte. Von 1781 bis 1808 gehörte die Hofmark Vogach der Malteserkommende Kaltenberg.

## Baudenkmäler
Siehe auch: Liste der Baudenkmäler in Vogach
- Katholische Filialkirche St. Johannes der Täufer

## Bodendenkmäler
Siehe: Liste der Bodendenkmäler in Mittelstetten (Oberbayern)